# 乌拉萨雅·斯帕邦德
烏拉薩雅·斯帕邦德（英語：Urassaya Sperbund，1993年3月18日），昵称Yaya，出生於泰国芭達雅，泰挪混血儿。2009年簽約泰國第3電視台，2010年憑借《築夢莊園之心火》獲得TopAwards最佳女新人 。2011年主演《逆陽之境》並獲泰国皇家戏剧奖最佳女主角提名。2012年以《愛土之爭》榮膺Mekhala Awards最佳女主角 。2014年入選Thailand People's Chart民調近十年十大最具影響力明星 。

## 个人背景
父親為挪威人，母親為泰国人。2007年被星探挖掘進入演藝圈，陸續接拍廣告雜志及擔任時裝走秀模特。
2015年10月8日Yaya畢業於泰國朱拉隆功大學藝術學院語言與文化學系。

## 感情狀態
Yaya在2023年6月6日與納得克·釘宮（Nadech）在Instagram官宣求婚成功。

## 演艺经历

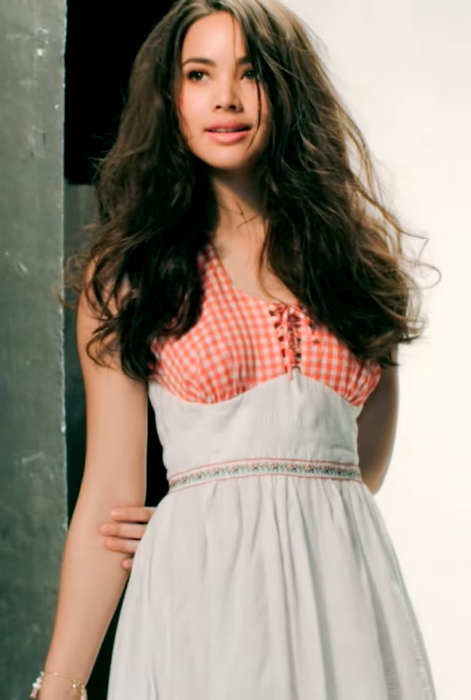
2015年的乌拉萨雅·斯帕邦德。

2007年，14歲的Yaya在逛街時被泰國著名經紀人Deu Sombatsorn Kirasaroj相中，開始模特生涯。之後陸續接拍攝廣告、雜志、走秀，並參演音樂影片。逐漸被泰國第3電視台高層留意並安排其進行表演培訓。
2009年，成為泰國第3電視台簽約演員。同年出演情景喜劇《遁隱密友》。2010年7月，在黃金檔播出的《無刺玫瑰》中與三台前輩帕查特·南潘（Ohm）、賴拉·邦雅淑（Ploy）合作，劇中飾演女主角Nucharee。此時的她開始嶄露頭角，引起關注。同年年底，在三台40週年台慶劇《築夢莊園》系列中，與納得克·庫吉米亞（Nadech）合作，主演了四部曲中的第二部《築夢莊園之心火》，這部劇令他们初尝走紅滋味。
2012年，由Yaya和普林·蘇帕拉（Mark）主演，於2011年8月播出的《逆陽之境》成為三台年度收視總冠軍，此部劇也為年僅18歲的Yaya榮獲泰國重量級獎項之一的泰國皇家戲劇獎（Nataraj Award）最佳女主角的提名。2011至2012年間，她與納得克·庫吉米亞（Nadech）合作出演了《愛與罰》、《愛土之爭》。期間，兩人还作為表演嘉賓分別參加Bird Thongchai Ar-Sa-Sanook Encore Plus Concert演唱會以及4+1 Superstar演唱會。
2013年4月，由Yaya、阿提查·春那儂（Aum）、索納拉姆·泰匹塔克（Num）領銜主演的《太陽幻影》播出。同年5月。Yaya憑借《愛土之爭》贏得Mekhala最佳女主角奖  ，同時斬獲年度最受歡迎女演員 。7月中，由Yaya與寶爾·第撒第（Por）主演的电视剧《金盞花》開播，劇中Yaya一改往日甜美可愛形象，飾演帥氣而富有正義感，保護家園的小混混頭領Dao Rueng 。
2014年8月在與納得克·庫吉米亞（Nadech）共同主演的電視劇《烈陽夢痕》中，飾演美麗果敢的女醫生Mayumi。同年接拍電視劇《心的唯一》，首次搭檔吉拉宇·唐思蘇克（James）。2014年10月25日，Yaya作為演唱會嘉賓出席Give Me Five演唱會。

## 影视作品

### 電視劇
| 首播年份 | 戲名                 | 角色                                 | 播放平台    | 備註                        |
| 2008年   | 《遁隱密友》         | Som                                  | Ch3Thailand | 女主角                      |
| 2010年   | 《無刺玫瑰2010》     | Nucharee Wipakorn                    | Ch3Thailand | 女主角                      |
| 2010年   | 《築夢莊園之心火》   | Ajjima Posawat （Jeed）              | Ch3Thailand | 女主角 （三台40週年台慶劇） |
| 2010年   | 《築夢莊園之詭計》   | Ajjima Posawat （Jeed）              | Ch3Thailand | 配角                        |
| 2010年   | 《築夢莊園之魅力》   | Ajjima Posawat （Jeed）              | Ch3Thailand | 配角                        |
| 2011年   | 《逆陽之境》         | Phet Roong                           | Ch3Thailand | 女主角                      |
| 2011年   | 《愛與罰》           | Nang Fah/ Fahlada Pimookmontra       | Ch3Thailand | 女主角                      |
| 2012年   | 《愛土之爭》         | Darunee                              | Ch3Thailand | 女主角                      |
| 2013年   | 《太陽幻影》         | Mattana （Matt）                     | Ch3Thailand | 女主角                      |
| 2013年   | 《月光魅影》         | Mattana （Matt）                     | Ch3Thailand | 配角                        |
| 2013年   | 《繁星滿天》         | Mattana （Matt）                     | Ch3Thailand | 配角                        |
| 2013年   | 《金盞花2013》       | Dao Raung                            | Ch3Thailand | 女主角                      |
| 2014年   | 《日冕之戀》         | Takahachi Mayumi（少年時期）         | Ch3Thailand | 特別出演                    |
| 2014年   | 《烈陽夢痕》         | Takahachi Mayumi（少年時期）         | Ch3Thailand | 女主角                      |
| 2015年   | 《心的唯一2015》     | Hathairat Ratchapitak （Poom）       | Ch3Thailand | 女主角                      |
| 2017年   | 《人生波動2017》     | Jeerawat （Jee）                     | Ch3Thailand | 女主角                      |
| 2017年   | 《換錯身愛對人》     | Petra Pawadee                        | Ch3Thailand | 女主角                      |
| 2018年   | 《公主羅曼史》       | Alice Madeleine Theresa Phillips公主 | Ch3Thailand | 女主角                      |
| 2019年   | 《戛薩瓏花香》       | Kasalong（姐姐）                     | Ch3Thailand | 女主角                      |
| 2019年   | 《戛薩瓏花香》       | Songpeep（妹妹）                     | Ch3Thailand | 女主角                      |
| 2019年   | 《戛薩瓏花香》       | Pimpisa（妹妹投胎轉世）              | Ch3Thailand | 女主角                      |
| 2022年   | 《是你》             | Saikim                               | Ch3Thailand | 女主角                      |
| 2022年   | 《泰洞救援》         | 凯莉                                 | Netflix     | 女主角                      |
| 2022年   | 《金娜麗之紋》       | Pudsorn                              | Ch3Thailand | 女主角                      |
| 2024年   | 《直到我们彼此相爱》 | View／Apo                            | Ch3Thailand | 女主角                      |
| 2024年   | 《百里挑一》         | Anong                                | Ch3Thailand | 女主角                      |
| 2025年   | 《达拉：死亡与花》   | 达拉 （Dalah）                       | Netflix     | 女主角                      |

### 電影
| 年份   | 名稱                 | 角色         | 導演                               | 製片商                               | 備註                                                    |
| 2018年 | 《把哥哥退貨可以嗎》 | 珍 （Jane）  | 維達也·湯於容                      | GDH 559                              |                                                         |
| 2018年 | 《妒火的詛咒─娜迦》  | Sroy         | 彭拍·瓦奇拉班桌                    | 泰國第3電視台                        |                                                         |
| 2021年 | 《尋龍使者：拉雅》   | 拉雅（Raya） | 唐·霍爾、 卡洛斯·羅培茲·埃斯特拉達 | 華特迪士尼影業、華特迪士尼動畫工作室 | 泰语配音                                                |
| 2021年 | 《Undefeated》       | Vee          | Chaw Khanawutikarn                 | Garena                               | 《Free Fire－我要活下去》的泰國版微電影，片長約15分鐘。 |
| 2022年 | 《速度与爱情》       | 小婕 （Jay） | 纳瓦彭·坦荣瓜塔纳利                | GDH 559                              |                                                         |
| 2024年 | 《當男人戀愛時》     | 小盈 （Im）  | 瓦苏蒂克·特皮奇                    | GMMTV                                |                                                         |